# 1958년 세계 체스 선수권 대회
1958년 세계 체스 선수권 대회는 1958년에 열린 세계 체스 선수권 대회로, 미하일 보트빈니크와 바실리 스미슬로프 사이의 매치였다. 1958년 3월 4일부터 5월 9일까지 소비에트 연방 모스코바에서 열렸다. 스미슬로프는 1년 전 1957년 세계 체스 선수권 대회에서 보트빈니크를 꺾고 세계 챔피언이 되었기 때문에 당시 규정에 따라 보트빈니크는 1년 후 리매치를 신청할 권한이 있었다.

## 결과
총 24경기를 진행하며, 12.5점을 먼저 얻는 사람이 우승한다. 12-12로 끝날 경우 디펜딩 챔피언인 스미슬로프가 승리한다.
|                          | 1 | 2 | 3 | 4 | 5 | 6 | 7 | 8 | 9 | 10 | 11 | 12 | 13 | 14 | 15 | 16 | 17 | 18 | 19 | 20 | 21 | 22 | 23 | 총점 |
| ------------------------ | - | - | - | - | - | - | - | - | - | -- | -- | -- | -- | -- | -- | -- | -- | -- | -- | -- | -- | -- | -- | ---- |
| 미하일 보트빈니크 (USSR) | 1 | 1 | 1 | ½ | 0 | 1 | ½ | ½ | ½ | ½  | 0  | 1  | ½  | 1  | 0  | ½  | ½  | 1  | 0  | ½  | ½  | 0  | ½  | 12½  |
| 바실리 스미슬로프 (USSR) | 0 | 0 | 0 | ½ | 1 | 0 | ½ | ½ | ½ | ½  | 1  | 0  | ½  | 0  | 1  | ½  | ½  | 0  | 1  | ½  | ½  | 1  | ½  | 10½  |

보트빈니크가 타이틀을 다시 얻었다.